# Hédi Kaddour

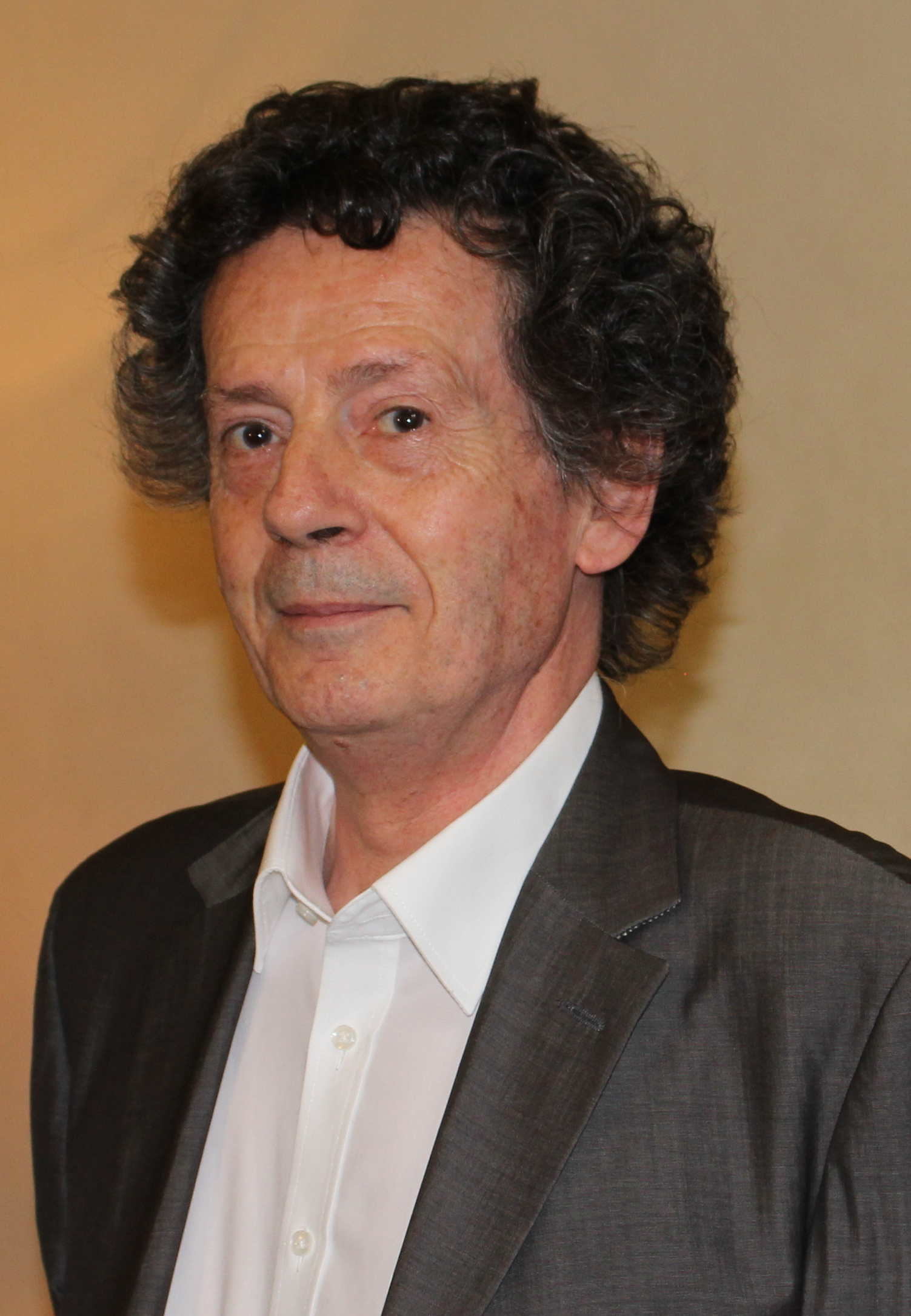
Hédi Kaddour (2015)

Hédi Kaddour (* 1. Juli 1945 in Tunis, Tunesien) ist ein französischer Lyriker und Romancier.

## Leben
Kaddour, Sohn eines Tunesiers und einer Französin, war Professor für französische Literatur an der Pariser New York University in France (NYUF) und an der École des métiers de l'information (EMI-CFD). Mit seinem Roman Waltenberg, der in einem Zeitraum von sieben Jahren entstand, erlangte er im Jahr 2005 auch über sein Heimatland hinaus Beachtung. Seine beiden nächsten größeren Publikationen waren die beiden Bücher Savoir-Vivre und Les pierres qui montent, die bei Éditions Gallimard erschienen.

## Werke (Auswahl)

### Romane
- Waltenberg. Gallimard, Paris 2005, ISBN 2-07-077396-5
  - Waltenberg. Übers. Grete Osterwald. Eichborn, Frankfurt am Main 2009, ISBN 978-3-8218-5790-9
- Savoir-vivre. Éditions Gallimard, Paris 2010, ISBN 978-2-07-012776-4
  - Savoir-vivre. Übers. Grete Osterwald. Eichborn, Frankfurt am Main 2010, ISBN 978-3-8218-6136-4
- Les Prépondérants. Gallimard, Paris 2015, ISBN 978-2-07-014991-9
  - Die Großmächtigen. Übers. Grete Osterwald. Aufbau, 2017

### Poésie
- Le Chardon mauve. Éd. Ipomée, Moulins 1987, ISBN 2-86485-065-6.
- La fin des vendanges. Éditions Gallimard, Paris 1989, ISBN 2-07-071611-2.
- La chaise vide. Éditions Obsidiane, Sens 1992, ISBN 2-904469-77-X.
- Jamais une ombre simple. Éditions Gallimard, Paris 1994, ISBN 2-07-073610-5.
- Aborder la poésie. Éditions du Seuil, Paris 1997, ISBN 2-02-022961-7.
- L'Émotion impossible. Les Éditions Le Temps qu'il fait, Cognac 1998, ISBN 2-86853-200-4.
- Passage au Luxembourg. Éditions Gallimard, Paris 2000, ISBN 2-07-075818-4.